# Каракелонг
Каракелонг (индон. Karakelong) — крупнейший остров архипелага Талауд. Входит в состав индонезийской провинции Северный Сулавеси. Площадь — 846 км².

## География
Остров Каракелонг находится на востоке моря Сулавеси в 344 км к северо-востоку от Манадо, административного центра провинции Северный Сулавеси. Находится на линии субдукции (возвышения) тектонических плит. Представляет собой S-образную цепь из нескольких вулканов. Протяжённость — около 70 км. Максимальная ширина — 22,11 км. Условно делится на северную и южную части. Ландшафт гористый. Наивысшая точка — 680 м.
Климат — тропический пассатный. С конца октября до начала апреля продолжается сезон муссонов, который может сопровождаться разрушительными циклонами.
В лесах на острове сохранились редкие виды птиц, в том числе попугаи-эндемики.

## История
Некоторые исследователи считают Каракелонг одним из главных центров переселения древних австронезийцев на Сулавеси, Филиппины и Микронезию. Местное население говорит на языке индоевропейского происхождения, который, в свою очередь, подразделяется на южный и северный диалекты.
Со второй половины XVII века Каракелонг входил в состав голландских колониальных владений. Возле деревни Тараган сохранились остатки укреплений и гробниц, которые, согласно представлениям островитян, принадлежали верховным вождям архипелага Талауд. Они продолжали управлять даже после установления голландской власти, пока в XIX веке последний верховный предводитель не восстал против колониальной администрации и не потерпел поражение.
В 1950 году остров вошёл в состав Индонезии.